# Seo-myeon, Yangyang-gun
Seo-myeon (koreanska: 서면) är en socken i Sydkorea. Den ligger i kommunen Yangyang-gun och provinsen Gangwon, i den norra delen av landet, 140 km nordost om huvudstaden Seoul. I den nordvästra delen av Seo-myeon finns en del av Seoraksan nationalpark och högsta toppen, Seoraksan 1 708 m ö.h, ligger på gränsen till Sokcho.